# Jacob Downing (4e baronnet)
Jacob Gorman Downing, 4e baronnet (c. 1717 - 6 février 1764) est un baronnet et homme politique anglais. Il est le petit-fils de George Downing, 1er baronnet, homonyme de Downing Street et cousin et héritier de George Downing (3e baronnet), dont le domaine de Gamlingay finirait par fonder le Downing College, Cambridge malgré les tentatives illégales de Jacob et de sa veuve d'empêcher l'université de recevoir le domaine.

## Biographie
Il est le fils aîné de Charles Downing de Bury St Edmunds, Suffolk et de Sarah Garrard. Il est nommé d'après son grand-père maternel, Jacob Garrard, qui est fils et héritier de Thomas Garrad, 2e baronnet de Langford, mais qui est mort avant son père. Jacob Downing a une sœur aînée, Sarah, qui est décédée enfant avant sa naissance. Son père est contrôleur des douanes à Salem, Massachusetts et devient extrêmement riche et Jacob hérite de sa fortune en 1740.
Downing est député de Dunwich de 1741 à 1747, de 1749 à 1761 et de 1763 à 1764. Il est étroitement associé à Lord Hardwicke.
En 1749, Downing hérite du titre de baronnet et de Gamlingay dans le Cambridgeshire de son cousin George Downing (3e baronnet). L'année suivante, le 17 mai 1750, Downing épouse Margaret Price, fille de Price, curé à Barrington, Gloucestershire. Ils n'ont pas d'enfants.
Downing se consacre à restaurer les terres de son défunt cousin, qui lui restent entre les mains en mauvais état. Vers la fin de sa vie, George Downing n'a pas réussi à trouver de locataires pour des fermes vacantes et perdait 1500 £ par an à cause de sa mauvaise gestion.

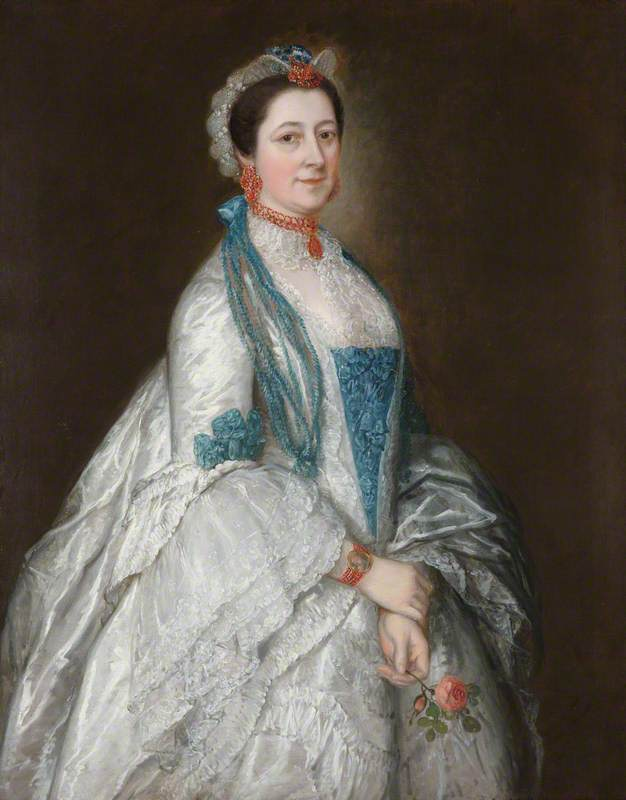
Lady Margaret Downing, portrait par Thomas Gainsborough

Il n'y a pas d'enfants du mariage et le titre de baronnet s'éteint en 1764, lorsqu'il meurt à Hill Street, Londres. Selon le testament du troisième baronnet, si Jacob Downing n'a pas de fils, la succession de George Downing est censée être utilisée par l'Université de Cambridge pour créer un collège à son nom. Cependant, Jacob laisse les domaines à sa veuve, ce qui conduit à 40 ans de litige entre Lady Margaret et l'université. Pendant ce temps, les domaines sont négligés et diminuent considérablement en valeur. Lady Margaret démolit la maison du parc Gamlingay en 1776, «la vendant brique par brique aux enchères pour une fraction de sa valeur».
Après la mort de Downing en 1764, en 1768, elle épouse l'amiral George Bowyer (5e baronnet), qui en 1794 est créé baronnet à part entière, plusieurs années après sa mort (18 septembre 1778). La lutte juridique pour les domaines du troisième baronnet se poursuit après sa mort, car elle les laisse à son veuf et à un neveu.
La bataille juridique se poursuit jusqu'en mars 1800, lorsque l'université et les héritiers de Lady Margaret parviennent à un accord. Cependant, pendant ce temps, la valeur du domaine a massivement diminué à une fraction de ce qu'elle avait été. Seuls 10% sont récupérés sur les 100 000 £ dus au domaine en loyers. Même si la charte du nouveau collège est finalement accordée en septembre 1800, ce n'est qu'en 1806 que le premier bâtiment est construit, et 16 années supplémentaires s'écoulent avant que les premiers étudiants du Downing College ne commencent leurs études - 56 ans après la mort de Jacob Downing.